# آکیله لونگو
آکیله لونگو (ایتالیایی: Achille Longo؛ ‏ ۲۸ مارس ۱۹۰۰ – ۲۸ مهٔ ۱۹۵۴) آهنگساز، موسیقی‌دان، منتقد و آموزگار اهل ایتالیا بود.
از فیلم‌هایی که وی در آن‌ها نقش داشته‌است، می‌توان به زیبای خفته اشاره نمود.